# Villa de Reyes
Villa de Reyes là một đô thị thuộc bang San Luis Potosí, México. Năm 2005, dân số của đô thị này là 42010 người.